# Archidiocèse de Daegu
L'archidiocèse de Daegu (en latin :  Archidioecesis Taeguensis) est un archidiocèse de l’Église catholique de Corée dirigée par l'archevêque Thaddeus Cho Hwan-kil (en).

## Histoire
Le diocèse de Daegu est fondé en Corée le 8 avril 1911 sous le nom de vicariat apostolique de Taiku. Il s'agit du deuxième plus vieux siège épiscopal en Corée. Jean XXIII éleve le vicariat en archidiocèse le 10 mars 1962.

### Historique des dirigeants

#### Vicariat apostoliquede Taiku
- Florian Demange (1911–1938)
- Jean-Germain Mousset (de), M.E.P. (1938–1942)
- Irenaeus Hayasaka (de) (1942–1946)
- Paul Chu Jae-yong (de) (1946–1948)
- Paul Marie Kinam Ro (de) (1948; administrateur apostolique)
- John Baptist Choi Deok-hong (de) (1948–1954)
- John Baptist Sye Bong-kil (de) (1955–1962)

#### Archevêques de Daegu
- John Baptist Sye Bong-kil (de) (1962–1986)
- Paul Ri Moun-hi (en) (1986–2007)
- John Choi Young-su (en) (2007–2009)
- Thaddeus Cho Hwan-kil (en) (depuis 2010)

### Évêques coadjuteurs
- Paul Ri Moun-hi (de) (1985–1986)
- John Choi Young-su (de) (2006–2007)

### Évêques auxiliaires
- Paul Ri Moun-hi (de) (1972–1985)
- Alexander Sye Cheong-duk (1994–2001)
- John Choi Young-su (de) (2000–2006)
- Thaddeus Cho Hwan-Kil (de) (2007–2010)
- John Bosco Chang Shin-Ho (de) (depuis 2016)

## Diocèses suffragants
- Andong
- Cheongju (en)
- Masan (en)
- Pusan (en)